# Woschod (Moskau)
Woschod [vʌsˈxɔt] (alternative Schreibweise Woßchod, russisch Восход = Sonnenaufgang) ist eine Siedlung städtischen Typs in der Oblast Moskau mit 2007 Einwohnern (Stand 14. Oktober 2010).
Der Ort wurde 1965 unter der Tarnbezeichnung Nowopetrowsk-2 gegründet und ist eine geschlossene Stadt (SATO) des Militärs (Fernmeldeeinrichtung der Strategischen Raketentruppen). 1992 erhielt er den heutigen Namen, 1994 den Status einer Siedlung städtischen Typs. Als SATO bildet Woschod einen eigenständigen Stadtkreis an der Grenze der Rajons Istrinski und Russki.
Unweit der Siedlung wird die Fernstraße M9 vom Moskauer Großen Ring A108 gekreuzt.